# Vit fjällskivling
Vit fjällskivling (Lepiota erminea) är en svampart som först beskrevs av Elias Fries, och fick sitt nu gällande namn av Claude-Casimir Gillet 1874. Vit fjällskivling ingår i släktet Lepiota och familjen Agaricaceae. Arten är reproducerande i Sverige. Inga underarter finns listade i Catalogue of Life.